# Parco fluviale del Tevere
Il parco fluviale del Tevere è un'area naturale protetta istituita nel 1990 e gestita dal WWF.
Il territorio del parco si trova nella Valle del Tevere nella Regione Umbria ed è compreso nei Comuni di Baschi, Orvieto, Montecchio, Guardea, Alviano, Todi e Monte Castello di Vibio alcuni dei quali a confine con la Regione Lazio. Copre una superficie di 7.295 ettari, parte anche della Comunita' montana dell'Amerino.
Nel parco sono presenti aree archeologiche nei comuni di Baschi e Orvieto.

## La flora
La flora del parco è caratterizzata dalle vegetazioni tipiche delle zone umide.
Tipici del parco sono il leccio, il salice bianco ed il pioppo.

## La fauna
La fauna del parco comprende il falco pescatore, il cigno, l'airone bianco maggiore, l'airone cinerino, il cormorano. la poiana ed il germano reale 
Tra i pesci vi è il pesce persico, il luccio e la carpa.